# Кубок Мальти з футболу 2002—2003
Кубок Мальти з футболу 2002—2003 — 65-й розіграш кубкового футбольного турніру на Мальті. Титул вдруге поспіль здобула Біркіркара.

## Календар
| Раунд        | Дата                | Матчі | Клуби   |
| ------------ | ------------------- | ----- | ------- |
| Перший раунд | 2-23 листопада 2002 | 8     | 20 → 12 |
| Другий раунд | 8-9 лютого 2003     | 4     | 12 → 8  |
| 1/4 фіналу   | 21-22 березня 2003  | 4     | 8 → 4   |
| 1/2 фіналу   | 18 травня 2003      | 2     | 4 → 2   |
| Фінал        | 22 травня 2003      | 1     | 2 → 1   |

## Перший раунд
| Команда 1           | Рахунок | Команда 2             |
| ------------------- | ------- | --------------------- |
| 2 листопада 2002    |         |                       |
| Шевкія (Гоцо) (2)   | 1:2     | Моста                 |
| Хамрун Спартанс     | 0:3     | Мсіда Сент-Джозеф (2) |
| 9 листопада 2002    |         |                       |
| П'єта Готспурс      | 4:1     | Лія Атлетік (2)       |
| Рабат Аякс (2)      | 1:6     | Флоріана              |
| 16 листопада 2002   |         |                       |
| Бальцан Ютс (2)     | 0:4     | Мкабба (2)            |
| Шаайра Торнадос (2) | 0:1     | Нашшар Лайонс (2)     |
| 23 листопада 2002   |         |                       |
| Сент-Патрік (2)     | 2:3     | Марса                 |
| Марсашлокк          | 2:0     | Сенглі Атлетік (2)    |

## Другий раунд
| Команда 1             | Рахунок | Команда 2         |
| --------------------- | ------- | ----------------- |
| 8 лютого 2003         |         |                   |
| Мсіда Сент-Джозеф (2) | 2:4     | Марсашлокк        |
| Марса                 | 3:4     | П'єта Готспурс    |
| 9 лютого 2003         |         |                   |
| Мкабба (2)            | 1:2 дч  | Моста             |
| Флоріана              | 5:0     | Нашшар Лайонс (2) |

## 1/4 фіналу
| Команда 1       | Рахунок | Команда 2      |
| --------------- | ------- | -------------- |
| 21 березня 2003 |         |                |
| Моста           | 0:5     | Біркіркара     |
| Сліма Вондерерс | 2:1 дч  | П'єта Готспурс |
| 22 березня 2003 |         |                |
| Валетта         | 0:1     | Гіберніанс     |
| Флоріана        | 2:0 дч  | Марсашлокк     |

## 1/2 фіналу
| Команда 1       | Рахунок | Команда 2  |
| --------------- | ------- | ---------- |
| 18 травня 2003  |         |            |
| Флоріана        | 1:4     | Біркіркара |
| Сліма Вондерерс | 5:2 дч  | Гіберніанс |

## Фінал
| 22 травня 2003 |

| Біркіркара  | 1:0      | Сліма Вондерерс |
| ----------- | -------- | --------------- |
| Галеа 90+3' | Протокол |                 |

| Національний стадіон, Та-Калі |